# سیارک ۲۱۰۱۷۴
سیارک ۲۱۰۱۷۴ (به انگلیسی: 210174 Vossenkuhl، نامگذاری:2006US)۲۱۰۱۷۴مین سیارک کشف شده‌است که در ۱۶ اکتبر ۲۰۰۶ کشف شد.